# Vilmos Totik
Vilmos Totik, né le 8 mars 1954 à Mosonmagyaróvár en Hongrie, est un mathématicien hongrois, travaillant dans l'analyse classique, l'analyse harmonique, les polynômes orthogonaux, la Théorie de l'approximation et la potentiel. Il est professeur à l'Université de Szeged. Depuis 1989, il est également professeur à temps partiel à l'université du Sud de la Floride (Tampa).

## Prix et distinctions
- Il reçoit le prix Lester R. Ford en 2000 pour son article explicatif A tale of two integrals[1].
- Il est membre correspondant (1993), puis membre de l'Académie hongroise des sciences (2001).
- il est élu membre de l'American Mathematical Society « pour ses contributions à l'analyse classique et à la théorie de l'approximation et pour son exposition » en 2015.

## Publications
- Z. Ditzian, V. Totik: Moduli of smoothness, Springer Series in Computational Mathematics, 9, Springer-Verlag, New York, 1987. x+227 pp.  (ISBN 0-387-96536-X)
- Herbert Stahl, Vilmos Totik : Polynômes orthogonaux généraux, Encyclopedia of Mathematics and its Applications, 43 Cambridge University Press, Cambridge, 1992. xii+250 pp.  (ISBN 0-521-41534-9)
- V. Totik : Approximation pondérée à poids variable, Lecture Notes in Mathematics, 1569 . Springer-Verlag, Berlin, vi+114 p. (1994). (ISBN 3-540-57705-X)
- Edward B. Saff, Vilmos Totik : Potentiels logarithmiques avec champs externes, Annexe B par Thomas Bloom. Grundlehren der Mathematischen Wissenschaften 316 Springer-Verlag, Berlin, 1997. xvi+505 pp.  (ISBN 3-540-57078-0)
- Péter Komjáth, Vilmos Totik : problèmes et théorèmes de la théorie classique des ensembles, Springer-Verlag, Berlin, 2006. (ISBN 0-387-30293-X)
- Vilmos Totik: Propriétés métriques des mesures harmoniques, 163 pp, American Mathematical Society, 2006, (ISBN 0-8218-3994-2)